# Calamotropha aureliellus
Calamotropha aureliellus là một loài bướm đêm trong họ Crambidae.